# Palmview
Palmview è un centro abitato degli Stati Uniti d'America situato nella contea di Hidalgo dello Stato del Texas.
La popolazione era di 5.460 persone al censimento del 2010. Fa parte dell'area metropolitana di McAllen–Edinburg–Mission e Reynosa–McAllen.

## Geografia fisica
Secondo lo United States Census Bureau, ha un'area totale di 2,4 miglia quadrate (6,2 km²).

## Società

### Evoluzione demografica
Secondo il censimento del 2000, c'erano 4.107 persone, 1.093 nuclei familiari e 977 famiglie residenti nella città. La densità di popolazione era di 1.712,5 persone per miglio quadrato (660,7/km²). C'erano 1.671 unità abitative a una densità media di 696,7 per miglio quadrato (268,8/km²). La composizione etnica della città era formata dal 67,35% di bianchi, lo 0,02% Black, lo 0,12% Indigenous American, lo 0,12% di asiatici, il 31,19% di altre razze, e l'1,19% di due o più etnie. Ispanici o latinos di qualunque razza erano il 93,21% della popolazione.
C'erano 1.093 nuclei familiari di cui il 57,7% aveva figli di età inferiore ai 18 anni, il 73,8% aveva coppie sposate conviventi, il 12,0% aveva un capofamiglia femmina senza marito, e il 10,6% erano non-famiglie. Il 9,2% di tutti i nuclei familiari erano individuali e il 4,8% aveva componenti con un'età di 65 anni o più che vivevano da soli. Il numero di componenti medio di un nucleo familiare era di 3,76 e quello di una famiglia era di 4,01.
La popolazione era composta dal 37,2% di persone sotto i 18 anni, il 12,0% di persone dai 18 ai 24 anni, il 29,0% di persone dai 25 ai 44 anni, il 13,5% di persone dai 45 ai 64 anni, e l'8,3% di persone di 65 anni o più. L'età media era di 26 anni. Per ogni 100 femmine c'erano 96,5 maschi. Per ogni 100 femmine dai 18 anni in giù, c'erano 89,0 maschi.
Il reddito medio di un nucleo familiare era di 27.000 dollari e quello di una famiglia era di 29.936 dollari. I maschi avevano un reddito medio di 23.854 dollari contro i 21.250 dollari delle femmine. Il reddito pro capite era di 10.193 dollari. Circa il 25,2% delle famiglie e il 28,6% della popolazione erano sotto la soglia di povertà, incluso il 35,1% di persone sotto i 18 anni e l'11,1% di persone di 65 anni o più.